# Tanjung Aru
Tanjung Aru is een subdistrict van West Coast Division in de Maleisische deelstaat Sabah op het eiland Borneo, niet ver van Kota Kinabalu.
Het heeft een strand, Tanjung Aru Beach, van 2 kilometer lang. Ook is de stad Pekan Tanjung Aru er gelegen.
Er is de Royal Sabah Turf Club, La Salle Secondary School, Terminal 2 van Kota Kinabalu International Airport en het hoofdstation Tanjung Aru van de North Borneo Railway.
Stad: Kota Kinabalu
Overige plaatsen: Beaufort · Beluran · Inanam · Keningau · Kota Kinabatangan · Kuala Penyu · Kota Belud · Kota Marudu · Kudat · Kunak · Lahad Datu · Nabawan · Papar · Penampang · Pitas · Ranau · Sandakan · Semporna · Sipitang · Tambunan · Tamparuli · Tawau · Tenom · Tuaran